# Alone in the Dark 2
|  | Per a altres significats, vegeu «Alone in the Dark 2 (pel·lícula)». |

Alone in the Dark 2 és la seqüela de 1993 d'un videojoc de survival horror de 1992 anomenat Alone in the Dark creat per Infogrames. El joc és el segon llançament de la saga del mateix nom. Originalment creat per Infogrames i llançat per a PC el 1993, el 1995 es va dur a terme una conversió per 3DO desenvolupada per Krisalis Sofware.
El 1996 una versió millorada gràficament sota el nom de Alone in the Dark: Jack is Back i desenvolupada per la mateixa Infogrames es va llançar per a Sega Saturn i PlayStation. Als Estats Units es va conèixer com a Alone in the Dark: One-Eyed Jack's Revenge. La versió de Sega Saturn també va ser llançada al Japó sota el nom original de Alone in the Dark 2.

## Jugabilitat
S'abandona una mica l'atmosfera de terror de l'anterior lliurament i, a pesar que la història segueix tenint elements sobrenaturals, l'atenció se centra sobretot en i pirates, la qual cosa situa al joc més aviat en la línia de Els Goonies que en la dels escrits de H. P. Lovecraft. En lloc d'enfrontar-se a estranyes criatures d'altres mons, el jugador es passa bona part del temps lluitant contra gàngsters armats amb metralletes (aquests tenen aspecte sobrenatural, però en la pràctica es comporten com gàngsters "normals").
Quant al seu desenvolupament, aquest joc és més lineal que el seu predecessor. En el primer lliurament de la sèrie, el jugador té accés a la major part de la mansió des del començament. A Alone in the Dark 2, no obstant això, es limiten les opcions del jugador mitjançant l'ús de portes tancades amb clau o habitacions fortament defensades, la qual cosa obliga a seguir un ordre determinat en la història. Com a compensació, el món d'aquest joc és més extens que el de l'anterior, ja que no només engloba la mansió, sinó també els seus jardins i un vaixell pirata amagat en les cavernes sota la casa.
Alone in the Dark 2 va introduir el concepte de controlar a més d'un personatge al llarg del mateix joc. A pesar que durant gairebé tota l'aventura es controla a Edward Carnby, el jugador ocasionalment es posarà en la pell de Grace Sounders. Grace, una nena petita, no pot lluitar i és capturada a l'instant si els malfactors o pirates la descobreixen, així que ha de servir-se d'estratagemes i objectes quotidians per lliurar-se d'ells.

## Argument
Ambientat al Nadal de 1924, els detectius privats Edward Carnby i Ted Striker estan investigant el segrest de la petita Grace Sounders. Les pistes porten fins a una vella mansió anomenada Hell's Kitchen, refugi del pirata Jack el Borni i de la seva banda de malfactors. Carnby continua amb el treball del seu amic Striker quan aquest desapareix misteriosament i decideix entrar en la mansió per resoldre el cas. Allí descobreix que Striker ha estat assassinat. Carnby haurà de lluitar per escapar, al mateix temps que rescata a Grace i frustra els malvats plans de Jack i la seva estranya companya Elizabeth Jarret.

## Rebuda
Computer Gaming World a l'abril de 1994, va dir que la versió informàtica de Alone in the Dark 2 "sembla prou ric per satisfer les expectatives dels jugadors d'una seqüela sòlida". El maig de 1994, la revista va dir que amb gràfics millorats, "ofereix un munt de jugabilitat per a aquells que els agraden les aventures amb un toc macabre". Al juny de 1994, la revista va dir que el joc no era "per a aquells que són fàcilment frustables". Va concloure que "malgrat el seu final feble ... Alone 2 és un desafiament bo i sòlid. Molt més que el seu predecessor, provarà els reflexos dels jugadors i les seves ments". Revisant la versió de PlayStation, Maximum va anomenar el joc de PC original "un dels més innovadors arcade/aventures fins a la data" i va felicitar la seva aparició a la PlayStation com "el primer veritable arcade/aventura pel sistema". Van comentar aprovant les ubicacions inspirades en H. P. Lovecraft, la forma en què el jugador es posa en contacte amb els controls, i el gir d'haver de jugar a través d'un segment del joc com a Grace. No obstant això, van remarcar que el joc està obsolet i superat pel proper Resident Evil. Next Generation va subratllar l'últim punt: "francament, és la notícia d'ahir, i llança-la per la PlayStation arran amb Resident Evil només fa que sigui redundant."
Maximum va ser més dura amb la versió de 3DO, i va dir que el joc és massa vell per valer la pena convertir-lo a la consola domèstica. Ells van dir que sembla especialment pobre per haver estat llançat (per pura coincidència) a Europa al mateix temps que la versió de PlayStation: "La conversió de Sony compta amb personatges mapats de textura que es mouen a majors velocitats i amb menys temps de càrrega, mentre que els de 3DO pobrament lluita amb polígons plans, una mida de pantalla més petita i una freqüència d'imatge baixa." Un revisor per a Next Generation es va queixar que una combinació de control deficient i angles de càmera fixos incòmodes fa que els enemics que lluiten siguin més difícils del que hauria de ser. Tot i això, va donar una forta recomanació i ho va resumir com a "un port directe del títol de PC i un joc enorme amb una gran sensació cinematogràfica i un munt de trencaclosques intel·ligents.."
La versió de Saturn va rebre comentaris generalment negatius. Electronic Gaming Monthly li va donar un 4.25 sobre 10, citant objectius difícils, gràfics pobres, escenes confuses, interpretació de veu absurda i angles de càmera que canvien massa sovint, cosa que dificulta colpejar els enemics o tenir sentit de la direcció. Rob Bright de Sega Saturn Magazine va comentar que el joc té "una trama ben treballada que barreja la fantasia i el mite dels pirates amb una repetició de l'Amèrica dels anys vint per crear una espècie de noir gòtic", però es va fer ressò de la crítica de Electronic Gaming Monthly amb els objectius, els gràfics i els angles de la càmera. Scary Larry de GamePro va remarcar que, tot i que l'original Alone in the Dark va ser la inspiració probable per a Resident Evil, la seqüela falla de forma espectacular. En particular, va comentar que els gràfics i l'àudio no tenen el realisme i la vida de Resident Evil tan espantós, i que "els controls peculiars no ajuden al joc menys atractiu o a la línia avorrida de la història." Yasuhiro Hunter de Maximum d'altra banda, va comentar que el joc és un intent feble de donar a Saturn un equivalent a Resident Evil, amb una mala introducció CG, controls frustrants i animacions que no aconsegueixen induir la sensació de por de Resident Evil. Va dir que Alone in the Dark 2 va tenir una trama profunda i va ser molt bona en el moment del seu llançament original per a PC, però es va convertir en molt obsoleta en els dos anys següents. Next Generation, tot i reconèixer que el joc estava datat al costat dels esforços recents, va afirmar que "encara aconsegueix mantenir-se bastant bé pel seu compte". L'avaluador va criticar els angles de càmera de vegades mal elegits, però estava satisfet amb els gràfics del joc i la grandària massiva.
Al 1994, PC Gamer UK va nomenar Alone in the Dark 2 el setè millor joc d'ordinador de tots els temps, que l'anomena "una experiència increïblement implicada i semblant al cinema".